# Cliff Richey

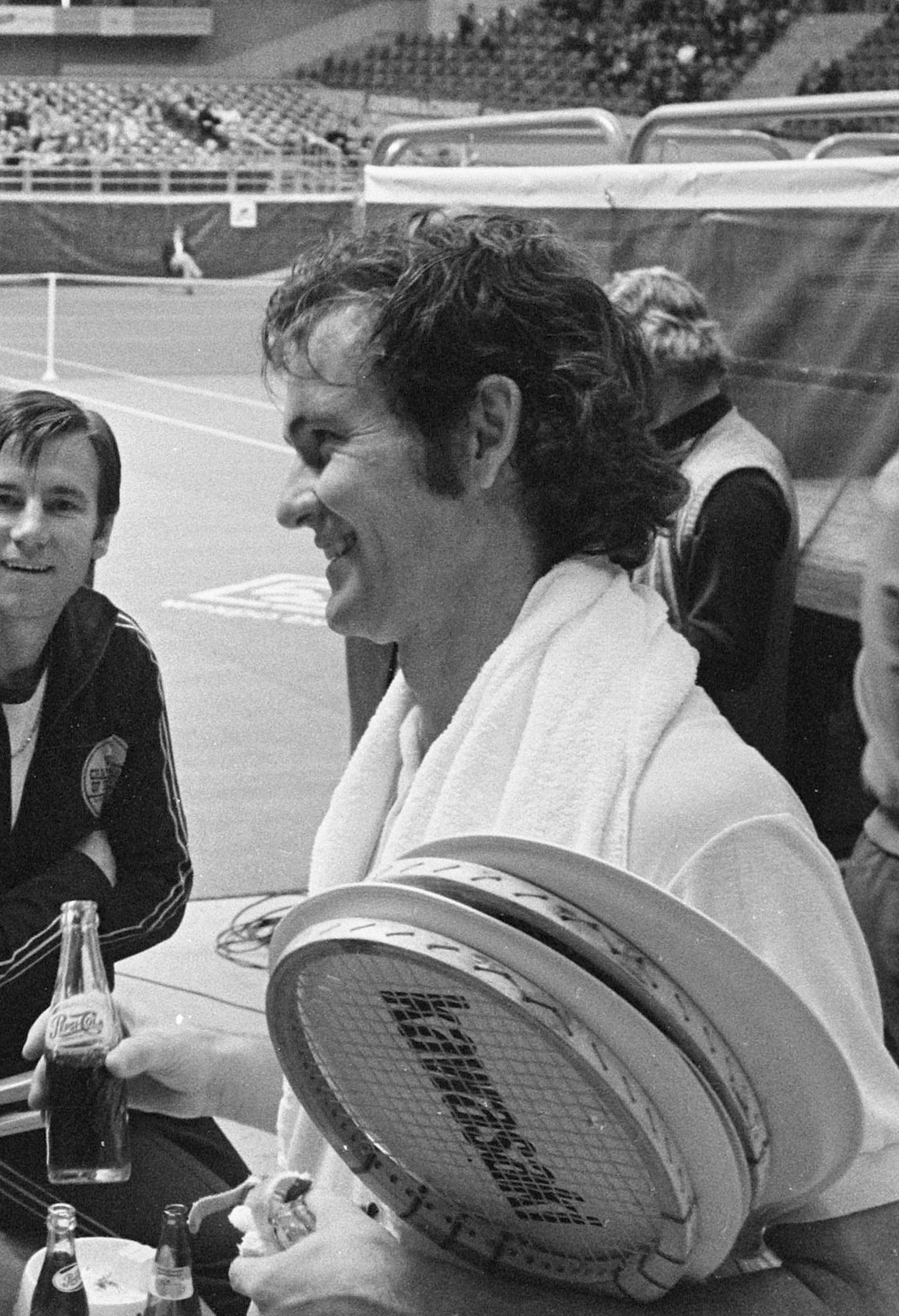
Cliff Richey, 1972.

Cliff Richey (n, 31 de diciembre de 1946) es un exjugador estadounidense de tenis. En su carrera conquistó 28 torneos ATP de individuales y 1 torneo ATP de dobles. Su mejor posición en el ranking de individuales fue el N.º 6 en 1970. En 1970 llegó a semifinales de Roland Garros. En 1970 y 1972 llegó a semifinales del US Open.